# San José del Jagüey
San José del Jagüey är en ort i Mexiko.   Den ligger i kommunen Ezequiel Montes och delstaten Querétaro Arteaga, i den centrala delen av landet, 170 km nordväst om huvudstaden Mexico City. San José del Jagüey ligger 2 127 meter över havet och antalet invånare är 1 725.
Terrängen runt San José del Jagüey är kuperad norrut, men söderut är den platt. Runt San José del Jagüey är det ganska tätbefolkat, med 83 invånare per kvadratkilometer. Närmaste större samhälle är Ezequiel Montes, 8,4 km söder om San José del Jagüey. Trakten runt San José del Jagüey består till största delen av jordbruksmark.